# Nout van Dullemen
Arnold Abraham Louis Felix (Nout) van Dullemen ('s-Hertogenbosch, 9 mei 1892 – Den Haag, 2 april 1974) was een Nederlands jurist.

## Levensloop
Hij werd geboren als zoon van de Bossche notaris L.G.N. van Dullemen.  Nadat hij in 1910 geslaagd was voor het gymnasium in zijn geboorteplaats, ging hij rechtswetenschappen studeren aan de Rijksuniversiteit Leiden, waar hij in 1918 afstudeerde als meester in de rechten. Datzelfde jaar ging hij werken als waarnemend ambtenaar bij het Openbaar Ministerie (OM) bij de kantongerechten te Amsterdam en in juni 1919 werd hij ambtenaar bij het Openbaar Ministerie in Zierikzee. In augustus 1923 werd de rechtbank in Zierikzee opgeheven waarna bijna geheel de provincie Zeeland viel onder de rechtbank te Middelburg. Van Dullemen was begin van die maand in dezelfde functie benoemd in Amsterdam en in diezelfde periode trouwde hij met de schrijfster Jo de Wit, met wie hij samen twee zonen en een dochter zou krijgen. In maart 1929 volgde in Amsterdam zijn benoeming tot substituut-officier van justitie en eind december 1939 werd hij advocaat-generaal bij het gerechtshof in Amsterdam.
Tijdens de hongerwinter scheelde het niet veel of hij was als represaillemaatregel door de Duitsers gefusilleerd. Nadat de procureur-generaal van NSB-snit Jan Feitsma op 2 februari 1945 vermoord was kwamen Duitse militairen Van Dullemen 's avonds rond acht uur thuis ophalen. Hij was echter net vijf minuten eerder van huis vertrokken. Terwijl zijn echtgenote hen aan de praat hield liep hun jongste zoontje, de latere Vietnamactivist en journalist Maarten, naar de onderburen die hem op zijn kantoor telefonisch waarschuwden waarna hij onderdook. Vijf andere Amsterdammers, onder wie twee collega's, hadden minder geluk en werden op 7 februari geëxecuteerd.
Na de oorlog hervatte hij zijn werk bij het OM en in september 1949 werd hij procureur-generaal bij het gerechtshof Amsterdam. In die tijd was Van Dullemen tevens voorzitter van het Psychiatrisch Juridisch Gezelschap. In 1957 ging hij met pensioen waarna hij in 1960 bij de oprichting van de Raad voor de Journalistiek plaatsvervangend voorzitter werd. In 1963 nam hij het voorzitterschap van die raad over van J.A. van Hamel tot hijzelf in 1967 werd opgevolgd door Christiaan Justus Enschedé.
Op latere leeftijd kreeg hij vaatkramp in zijn hoofd waardoor hij haast waanzinnig werd en eerst werd opgenomen in een psychiatrische kliniek en vervolgens in een verzorgingshuis. In die periode kreeg zijn vrouw te maken met dementie. Zij overleed eind 1973 en hij op 81-jarige leeftijd in april 1974. Hun dochter Inez van Dullemen, evenals haar moeder een bekend schrijfster, schreef in 1976 het boek Vroeger is dood over het proces dat haar ouders doormaakten in de laatste periode voor hun dood. In het boek Heldendroom (2007) gaat Inez diep in op het oorlogsverleden van haar in 2003 overleden oudere broer Ronald die zich tijdens de Tweede Wereldoorlog tot verdriet van zijn familie aansloot bij de nationaalsocialistische tegenhanger van de padvinderij: de Nationale Jeugdstorm.

## Trivia
- In de film Vroeger is dood (1987), verfilming van het gelijknamige boek, wordt de rol van mr. A.A.L.F. van Dullemen gespeeld door Max Croiset.
- Zijn oudere zus dr. J.J. van Dullemen was tot twee keer directrice van een middelbare meisjesschool; van 1935 tot 1942 in Utrecht en van 1947 tot 1955 in Rotterdam.